# یانیس زاماندوریدیس
یانیس زاماندوریدیس (انگلیسی: Jannis Zamanduridis؛ زادهٔ ۱۸ مارس ۱۹۶۶) کشتی‌گیر اهل آلمان است.